# Gothic Voices
Gothic Voices es un grupo británico de música antigua, especializado en el repertorio medieval. Fue fundado en 1980 por Christopher Page.

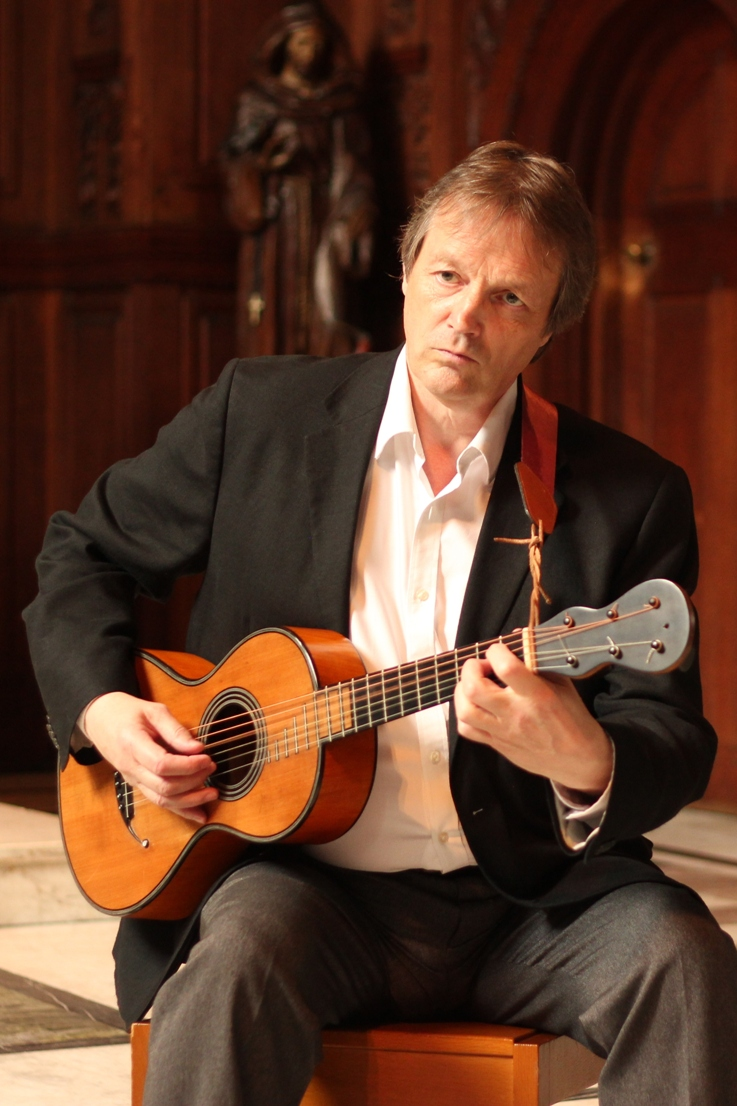
Christopher Page (foto del 2014).

Su repertorio está centrado sobre todo en música del siglo XIV procedente de Inglaterra y norte de Francia. Se caracterizan por la interpretación de la polifonía profana a capela, sin acompañamiento instrumental.
Los miembros actuales del grupo son: Catherine King (mezzo-soprano), Steven Harrold (tenor), Julian Podger (tenor), Leigh Nixon (tenor) y Stephen Charlesworth (barítono). Entre los artistas que han colaborado con el grupo, tanto en actuaciones en directo como en grabaciones, podemos destacar: Emma Kirkby, Emily van Evera, Margaret Philpot, Charles Daniels, Rogers Covey-Crump, James Gilchrist, Paul Agnew, Andrew Parrott, John Mark Ainsley y Peter Harvey.

## Discografía
Álbumes originales:

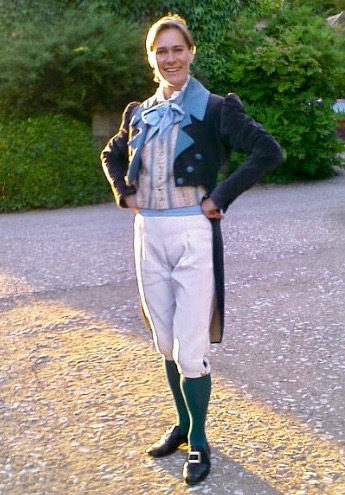
Catherine King en el 2007, cuando una representación de Il mondo della luna.

- 1981 - A Feather on the Breath of God. Sequences and Hymns by Abbess Hildegard of Bingen. Hyperion CDA 66039.
- 1983 - The Mirror of Narcissus. Songs by Machaut. Hyperion CDA 66087.
- 1984 - The Garden of Zephirus. Courtly songs of the early fifteenth century. Hyperion 66144.
- 1985 - The Castle of Fair Welcome. Courtly songs of the later 15th century. Hyperion 66194.
- 1986 - The Service of Venus and Mars. Music for the Knights of the Garter, 1340-1440. Hyperion 66238.
- 1987 - A Song for Francesca. Music in Italy, 1330-1430. Hyperion 66286.
- 1988 - Music for the Lion-Hearted King. Hyperion 66336.
- 1990 - The Marriage of Heaven and Hell. Motets and Songs from Thirteenth Century France. Hyperion 66423.
- 1991 - The Medieval Romantics. French Songs and Motets, 1340-1440. Hyperion CDA 66 463.
- 1991 - Lancaster and Valois. French and English music, 1350-1420. Hyperion 66588.
- 1992 - The Study of Love. French Songs and Motets of the 14th Century. Hyperion 66619.
- 1993 - The Voice in the Garden. Spanish Songs and Motets, 1480-1550. Hyperion 66653.
- 1994 - The Spirits of England and France I. Music for Court and Church from the later Middle Ages. Hyperion 66739.
- 1994 - The Spirits of England and France II. Songs of the Trouvères. Hyperion 66773.
- 1995 - The Spirits of England and France III. Binchois and his Contemporaries. Hyperion 66783.
- 1996 - The Spirits of England and France IV. Missa Caput. Story of the Salve Regina. Hyperion 66857.
- 1996 - The Spirits of England and France V. Missa Veterem hominem. An anonymous English Mass setting from ca. 1440. Hyperion 66919.
- 1997 - La Rue. Missa de Feria. Missa Sancta Dei Genitrix. Hyperion 67010.
- 1998 - Jerusalem: Vision of Peace. Songs and Plainchants of the twelfth and thirteenth centuries. Hyperion 67039.
- 1999 - Masters of the Rolls. Music by English Composers of the Fourteenth Century. Hyperion 67098.
- 1999 - The Earliest Songbook in England. Hyperion 67177.
- 2006 - The Unknown Lover. Songs by Solage[1] and Machaut. Avie 2089.
- 2008 - A Laurel for Landini. 14th Century Italy’s Greatest Composer. Con Andrew Lawrence-King.[2] Avie 2151.
- 2016 - Mary Star of the Sea. Linn Records 541.
- 2018 - The Dufay Spectacle. Motets and chansons. Linn Records 568.
- 2019 - Nowell synge we bothe al and som. A Feast of Christmas Music in Medieval England. Linn Records 591.

Álbumes recopilatorios y cajas de discos:
- 2006 - Gothic Voices Gramophone Award Winners Collection. Hyperion CDS 44251/3 (3 CD). . Es una caja que incluye las tres grabaciones:
  - 1981 - A Feather on the Breath of God
  - 1986 - The Service of Venus and Mars
  - 1987 - A Song for Francesca